# ثورة الدنادشة

## ثورة الدنادشة في المنطقة الوسطى (معركةتلكلخ):
في أوائل كانون الأول 1919، اصطدم بعض أهالي بلدة تلكلخ مع رجال الحامية الفرنسية الموجودة هناك بسبب إصرار هؤلاء على رفع العلم الفرنسي على دار الحكومة، مدّعين أن هذه البلدة تتبع «المنطقة الغربية» التي وضعت تحت الإدارة الفرنسية، بينما أصر الأهالي على إبقاء العلم العربي، رمزاً لتبعيتهم إلى حكومة دمشق العربية.
ولما أقام الفرنسيون مخفراً لهم في المدينة قام الأهالي بمهاجمته، وقتل معاون قائد المخفر الليوتنان بوسكيه BOUSQUET، وجرح قائد المخفر نفسه، الكابتن بيرناديه BERNADET (27)، ولم تتبع السلطة الفرنسية أسلوب المسالمة مع الأهالي بل هددتهم بضرب منازلهم بالمدفعية وحرقها، فحزم الأهالي أمرهم على التصدي، وشكلوا لجنة دفاع وطني تألفت من السادة عبد الله الكنج الدندشي، خالد الرستم، أحمد البرازي، سعد الدين الجندلي.

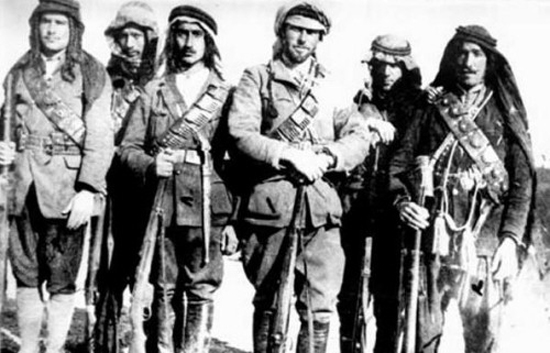
ثوار من ال الدندشي في منطقة تلكلخ سنة 1919

وقابل بعض أعضاء هذه اللجنة قائد الحامية وطلبوا منه إنزال العلم الفرنسي عن دار الحكومة مقابل عدم رفع العلم العربي مكانه، وسكوتهم عن وجود المخفر الفرنسي في حدود بلدتهم، فرفض القائد الفرنسي هذا العرض بعنجهية، وسبّب رفضه اندلاع الثورة، وقد تمكن أهالي بلدة تلكلخ بمعونة بعض الثوار الذين قدموا إليهم من حمص، في هجوم شنوه على المخفر في 13 كانون الأول 1919، من قتل وجرح عدد كبير من أفراد المخفر، وكادوا يقبضون على جميع من بقي حياً منهم، لولا ورود نجدات فرنسية سريعة من مدينتي طرابلس وبيروت، إذ سيرت القيادة رتل نجدة أول من طرابلس، في 15/12/1919 بقيادة الكابتن «بوتي دمانجPETTI DEMANGE» ومعه سرية من الزواوة (والزواوة هم وحدة من الرماة الجزائريين في الجيش الفرنسي)، ورعيل من الأقليات، ولكن هذا الرتل لقي مقاومة شرسة وهو على الطريق بين طرابلس وتلكلخ فلم يتمكن من الوصول إلى هدفه، ولهذا أرسل رتل نجدة ثانٍ يتكون من كتيبة من المشاة، مُفرزة من (فوج الرماة الجزائريين الثاني والعشرين) بإمرة الكابتن بيرنارbernard، وقد جرى نقلها من بيروت إلى طرابلس بالجو، ومن ثم جرى زجها على محور طرابلس-تلكلخ، وتمكن عندها الرتلان بعد جهد مضنٍ، من فك الحصار عن تلكلخ في 17كانون الأول 1919 بينما انسحب الثوار من البلدة بعد أن تركوا خلفهم 16 شهيداً وعدداً من الجرحى.
في صباح 20/12/1919، أتت خمس سيارات إلى البلدة تحمل حوالي 200 جندي فرنسي جديد، وذلك لأجل الانتقام من الوطنيين جزاءً لقتلهم جنديين فرنسيين في اليوم السابق، قرب محطة القطار، ولكن فشل هذه القوة أمام الوطنيين كان ذريعاً، وخاصة بعد مقتل أربعة ضباط من قادتها، ولهذا صممت القيادة الفرنسية العليا في بيروت على أن تضرب الثورة في تلكلخ قبل استفحال أمرها، فسيرت إليها حملة بقيادة الكولونيل نيجر NIGER، تضم ثلاث كتائب مشاة مدعومة بطائرتين وسبعة مدافع ميدان وخمسين خيالاً، ولما وصلت الحملة إلى مشارف تلكلخ في 2/12/1919 تصدّى لها الثوار الوطنيون وأوقفوها طيلة ثلاث ساعات خسر خلالها الفرنسيون عدداً ملحوظاً من القتلى والجرحى، قبل أن يتمكنوا أخيراً من دخول البلدة وفي 22/12/1919 زحفت سرية فرنسية لمهاجمة قرية (بيت حسن) القريبة من تلكلخ، فقابلها أهل القرية بإطلاق النار، وأسقطوا عشرين قتيلاً منها، فاضطر بقية أفراد السرية للعودة إلى تلكلخ حيث اصطحبوا نجدة وعادوا للهجوم على القرية التي كان سكانها قد أخلوها تحسباً من انتقام الفرنسيين.
وقد دامت المناوشات بين أهالي منطقة تلكلخ والقوات الفرنسية ستة أشهر أخرى كانت الحرب فيها سجالاً بين الجانبين، وبلغ انزعاج السلطة الفرنسية منها إلى درجة أن الجنرال غورو ضمنها في الإنذار النهائي الذي وجهه إلى فيصل يوم 14 تموز 1920، كواحدة من «الأعمال العدائية» التي تشنها على قواته «عصابات ممولة من قبل حكومة دمشق»!